# Ursula Hinrichs

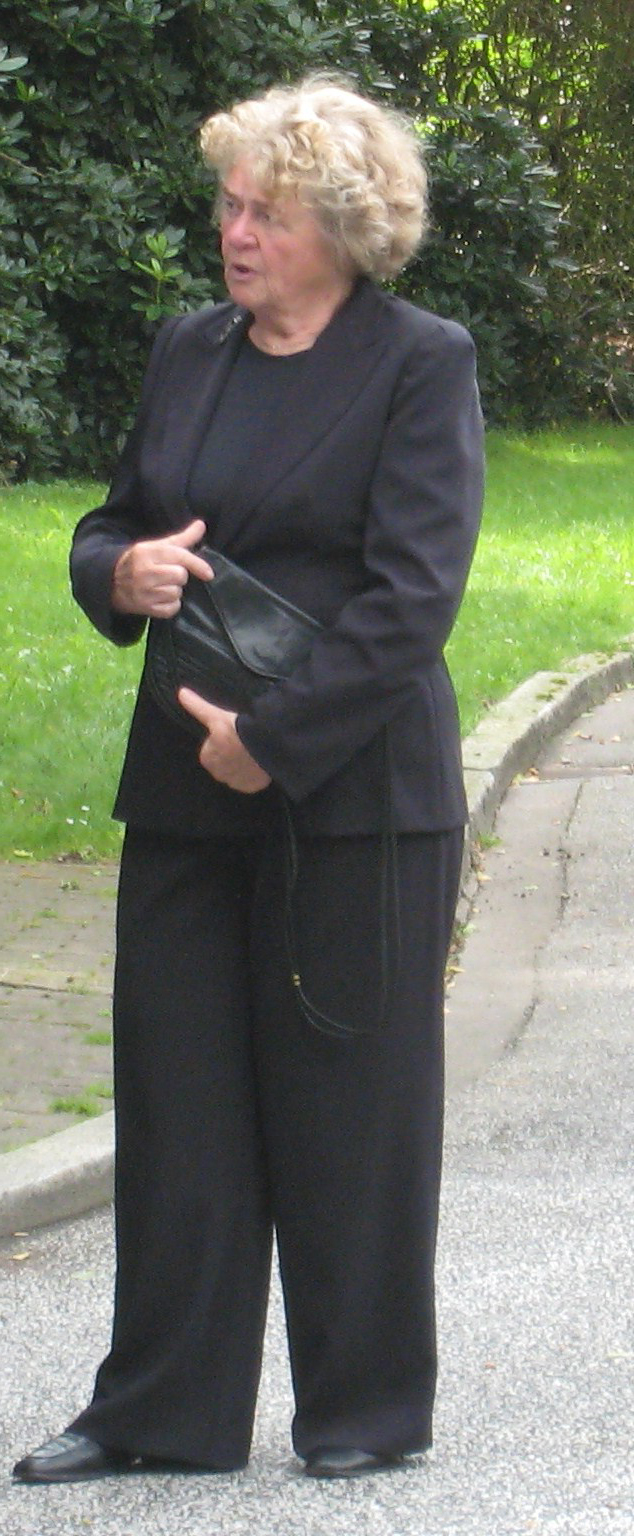
Ursula Hinrichs (2007)

Ursula Hinrichs (geb. Tammen, * 27. April 1935 in Apen, Landkreis Ammerland) ist eine deutsche Schauspielerin.

## Biografie
Ursula Hinrichs kommt aus dem Oldenburger Land und spricht oldenburgisch platt. Mit siebzehn Jahren gab sie ihren Einstand mit „För de Katt“ an der Oldenburger August-Hinrichs-Bühne. August Hinrichs, der Namensgeber der Bühne, war der Großvater ihres Mannes. Mit ihrem Ehemann hat Hinrichs zwei erwachsene Kinder. Seit 1970 lebt sie in Buchholz in der Nordheide nahe Hamburg.
Die Volksschauspielerin ist seit 1981 fester Bestandteil des Ensembles des Ohnsorg-Theaters, wo sie seit 1972 schon regelmäßige Gastauftritte hatte. Durch die Fernsehaufzeichnungen der Ohnsorg-Stücke wurde sie auch einem bundesweiten Fernsehpublikum bekannt. Seit dem Jahr 2000 nimmt sie nur noch eine Rolle pro Saison am Ohnsorg-Theater an, was auch bei ihrem 80. Geburtstag noch der Fall war. Monika Nellesen (Die Welt) schrieb über Hinrichs anlässlich ihres 70. Geburtstages, die Schauspielerin verkörperte in ihren Rollen eine „seltene, kostbare Mischung“: Auf der einen Seite seien dort Disziplin verbunden mit einem „resolut deftigen Pragmatismus“, zugleich sei sie „herzerwärmend innerlich, gepaart mit mädchenhaft scheuem Charme.“
In den 1990er- und 2000er-Jahren war Hinrichs im Fernsehen auch regelmäßig außerhalb von Ohnsorg-Aufzeichnungen zu sehen. So zählte sie in den erfolgreichen Kinderserien Neues vom Süderhof (1991–1997) und Die Kinder vom Alstertal (1998–2004) jeweils in der Rolle der liebenswerten Großmutter zur Hauptbesetzung. In der Miniserie Der große Bellheim war sie 1993 als Emma, die Haushälterin des von Mario Adorf gespielten Bellheim, zu sehen. Daneben ist sie seit 1956 als Sprecherin von plattdeutschen Hörspielen und Texten tätig, so seit 2011 als Oma Hertha in der NDR-Radioreihe Düsse Petersens. In den letzten Jahren nimmt Hinrichs im norddeutschen Raum häufiger plattdeutsche Lesungen vor.

## Auszeichnungen
2008 wurde Hinrichs in der Sparte „Plattdeutsch“ mit dem Blauen Löwen, dem Kulturpreis des Landkreises Harburg, ausgezeichnet. Im Laufe ihrer Karriere erhielt sie außerdem den Kulturpreis der Stadt Oldenburg sowie den Journalistenpreis der Hamburger Presse.

## Filmografie (Auswahl)
- 1972: Dreier-Quartett (Fernsehfilm)
- 1977: Rum aus Jamaika (Fernsehfilm)
- 1978: Gesche Gottfried (Fernsehfilm)
- 1978: Onkel Bräsig (Fernsehfilm)
- 1979: Kümo Henriette (Fernsehfilm)
- 1979: Heiratsschwindel (Fernsehfilm)
- 1979: Ein Kapitel für sich (Fernseh-Miniserie)
- 1980: Das Naturtalent (Fernsehfilm)
- 1980: Schneider Wibbel (Fernsehfilm)
- 1981: Männer sind auch nur Menschen (Fernsehfilm)
- 1982: Doktur Puust (Fernsehfilm)
- 1984: Mrs. Harris – Freund mit Rolls Royce (Fernsehfilm)
- 1991: Pfarrers Kinder, Müllers Vieh (Fernsehserie, 6 Folgen)
- 1991–1997: Neues vom Süderhof (Fernsehserie, 52 Folgen)
- 1992: Pension Sonnenschein (Fernsehfilm)
- 1993: Der große Bellheim (Fernseh-Miniserie, 4 Folgen)
- 1994: Nebel im Paradies (Fernsehfilm)
- 1994: Adelheid und ihre Mörder (Fernsehserie, Folge Kleine Fische)
- 1994: Nur eine kleine Affäre (Fernseh-Miniserie)
- 1994: Briefgeheimnis (Fernsehserie)
- 1995: Großstadtrevier (Fernsehserie, Folge Der Rächer)
- 1995: Stubbe – Von Fall zu Fall: Stubbe sieht rot (Fernsehfilm)
- 1996: Die Ohnsorgs (Fernsehserie, Folge Katzenjammer)
- 1996: Nicht von schlechten Eltern (Fernsehserie, Episode Feuerland ist abgebrannt)
- 1996: Strandräuber (Fernsehfilm)
- 1996: Unsere Mutter wird ’ne Diva (Fernsehfilm)
- 1997: Rommee zu dritt (Fernsehfilm)
- 1997: Stubbe – Von Fall zu Fall: Stubbe taucht ab (Fernsehfilm)
- 1998: Die graue Maus (Fernsehfilm)
- 1998–2004: Die Kinder vom Alstertal (Fernsehserie, 45 Folgen)
- 1999: Plünnenball (Fernsehfilm)
- 2000: Morgen wird alles anders (Fernsehfilm)
- 2000: Der letzte Wille (Fernsehfilm)
- 2000/2005: Die Rettungsflieger (Fernsehserie, 2 Folgen)
- 2002: Jennys Rezept (Fernsehfilm)
- 2002: Lustfahrt ins Paradies (Fernsehfilm)
- 2003: Der Wahre Jakob (Fernsehfilm)
- 2004: Der zweite Frühling (Fernsehfilm)
- 2006: In der Weihnachtsbäckerei (Fernsehfilm)
- 2007: Da kommt Kalle (Fernsehserie, Folge Trickbetrüger)
- 2007: Schwarze Hochzeit (Fernsehfilm)

## Hörspiele (Auswahl)
- 1987: Lütt Engels (Radio Bremen/NDR)
- 2000: Susanne Krahe: Lisabetha - Regie: Gottfried von Einem
- 2006: Dylan Thomas: Ünner dem Melkwoold – Regie: Hans Helge Ott (RB/NDR)
- 2008: Kunterbunt is dat Leven! (CD)
- Seit 2011: Düsse Petersens – plattdeutsch-hochdeutsche Hörspielreihe, Radio Bremen und NDR 1.[10]
- 2017: Die Piraten und der Windmacher (CD - ISBN 3-8337-1105-1)